# Pigniu
Pigniu (, toponimo romancio; in tedesco Panix, ufficiale fino al 1943, in italiano Pignono, desueti) è una frazione di 26 abitanti del comune svizzero di Ilanz/Glion, nella regione Surselva (Canton Grigioni).

## Geografia fisica
Il paese sorge ai piedi del passo del Panix.

## Storia

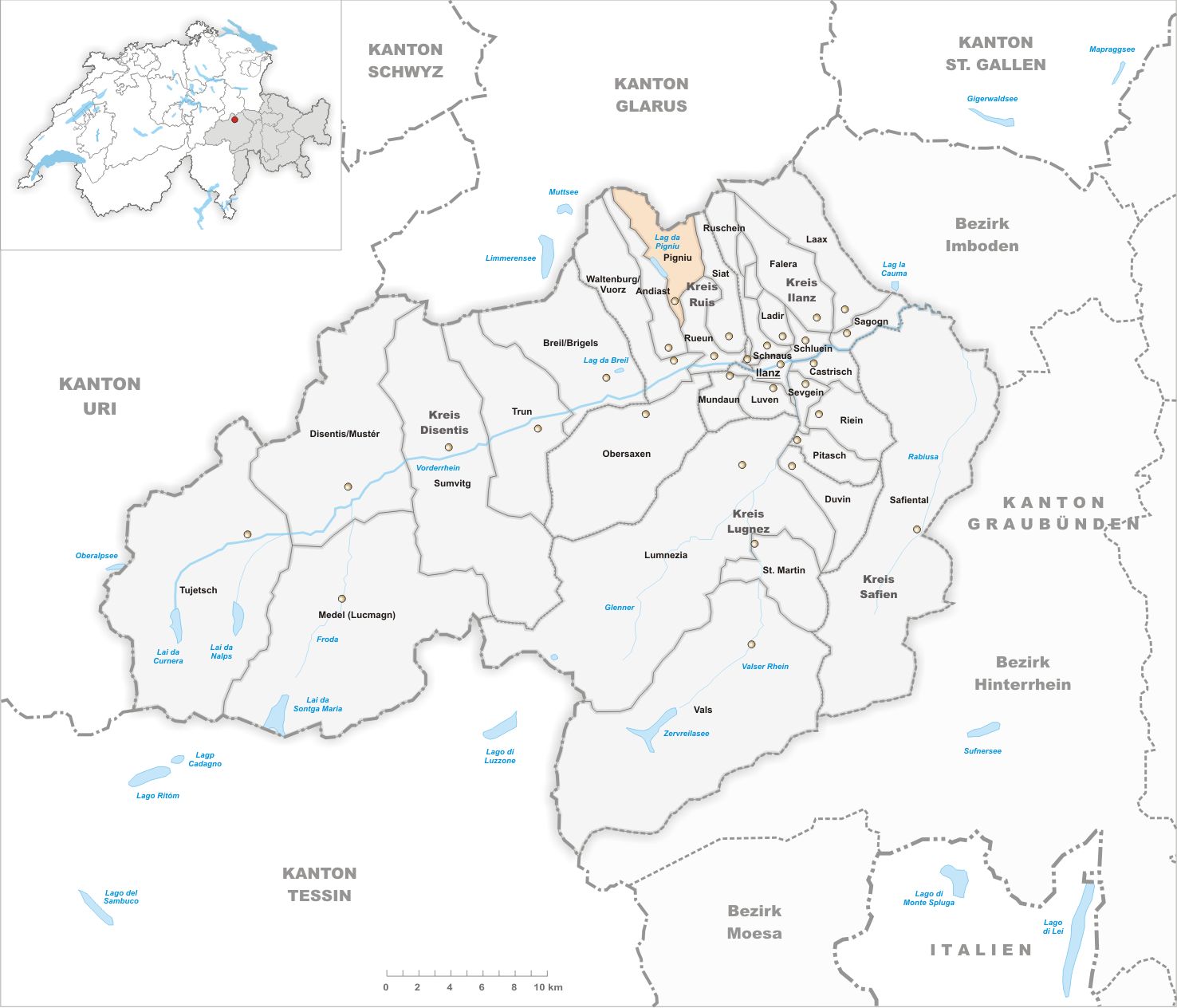
Il territorio del comune di Pigniu prima degli accorpamenti comunali del 2014

Già comune autonomo che si estendeva per 6,63 km², il 1º gennaio 2014 è stato aggregato agli altri comuni soppressi di Castrisch, Duvin, Ilanz, Ladir, Luven, Pitasch, Riein, Rueun, Ruschein, Schnaus, Sevgein e Siat per formare il nuovo comune di Ilanz/Glion.

## Monumenti e luoghi d'interesse
- Chiesa cattolica di San Valentino, consacrata nel 1465[1];
- Diga di Panix, costruita nel 1992[1].

## Società

### Evoluzione demografica
L'evoluzione demografica è riportata nella seguente tabella:
Abitanti censiti